# Amenemnisu
Neferkare Amenemnisu là vị pharaoh thuộc vương triều thứ Hai mươi mốt của Ai Cập

## Cai trị
Sự tồn tại của Amenemnisu chỉ được khẳng định vào năm 1940 khi ngôi mộ Tanit của vị vua kế vị ông là Psusennes I được phát hiện bởi Pierre Montet: một nắp cung bằng vàng có ghi cả vương hiệu của Amenemnisu, Neferkare, và của vị vua kế vị ông là Psusennes I, đã được tìm thấy trong ngôi mộ Trước đây, sự tồn tại ông đã bị nghi ngờ do không có bức tượng nào mang tên ông đã được phát hiện. Tuy nhiên, ký ức về thời gian cai ngắn ngủi của ông khi là vị pharaoh thứ hai của Triều đại thứ 21 đã được Manetho ghi lại với tên vua Nephercheres và được ấn định một Triều đại ngắn chỉ 4 năm.
Trong khi Triều đại của ông ít được biết đến, thì vào lúc đó Đại Tư Tế Amun ở Thebes, Menkheperre, được biết đến là đã ân xá cho một số lãnh tụ của một cuộc nổi dậy chống lại quyền lực của Đại Tư Tế trong suốt Triều đại của Amenemnisu. Những người nổi loạn trước đó đã bị lưu đày đến các ốc đảo phía Tây Ai Cập vào năm thứ 25 của Smendes. Sự kiện này được ghi lại trên cái gọi là Bia Đá Lưu đày (Louvre C. 256), có khả năng được tạo nên dưới Triều đại ngắn ngủi của Amenemnisu.